# Вуюка, Василики
Василики Вуюка (греч. Βασιλική Βουγιούκα, р. 20 июня 1986) — греческая фехтовальщица-саблистка, призёрка чемпионатов Европы.

## Биография
Родилась в 1986 году. Фехтованием занялась в 14 лет; сначала фехтовала на рапирах, но с 2005 года переключилась на саблю.
В 2013 году стала серебряной призёркой чемпионата Европы, а на Олимпийских играх в Лондоне заняла 5-е место в личном первенстве. В 2013 году вновь завоевала серебряную медаль чемпионата Европы. На чемпионате Европы 2014 года стала обладательницей бронзовой медали.